# Petit-duc des montagnes
Megascops kennicottii
Espèce
Synonymes
- Otus kennicotti (Elliot, 1867)
- Otus kennicottii (Elliot, 1867)

Statut de conservation UICN

 LC  : Préoccupation mineure
Statut CITES
Le Petit-duc des montagnes (Megascops kennicottii, parfois Otus kennicottii) est une espèce de rapace nocturne appartenant à la famille des Strigidae et à la sous-famille des Striginae. Son nom latin est un hommage au naturaliste américain Robert Kennicott.

## Répartition

Carte de répartition

Il vit en Amérique du Nord et en Amérique centrale.

## Sous-espèces
D'après la classification de référence du Congrès ornithologique international (v. 14.1), le Petit-duc des montagnes possède 9 sous-espèces (ordre phylogénique) :
- Megascops Kennicottii kennicottii (Elliot, DG, 1867) ;
- Megascops Kennicottii macfarlanei Brewster, 1891 ;
- Megascops Kennicottii bendirei (Brewster, 1882) ;
- Megascops Kennicottii aikeni Brewster, 1891 ;
- Megascops Kennicottii cardonensis (Huey, 1926) ;
- Megascops Kennicottii xantusi Brewster, 1902 ;
- Megascops Kennicottii yumanensis (Miller, AH & Miller, L, 1951) ;
- Megascops Kennicottii vinaceus Brewster, 1888 ;
- Megascops Kennicottii suttoni (Moore, RT, 1941).